# Hylaeus megalotis
Hylaeus megalotis is een vliesvleugelig insect uit de familie Colletidae. De wetenschappelijke naam van de soort is voor het eerst geldig gepubliceerd in 1910 door Swenk & Cockerell.